# Chlorocebus tantalus
El cercopiteco Tántalo (Chlorocebus tantalus) es una especie de primate catarrino perteneciente a la familia Cercopithecidae que habita en Ghana, Sudán y Kenia. Inicialmente fue descrito como subespecie del cercopiteco verde (Chlorocebus aethiops).
Se reconocen tres subespecies:
- Chlorocebus tantalus tantalus
- Chlorocebus tantalus budgetti
- Chlorocebus tantalus marrensis